# Plymouthbrødrene
Plymouthbrødrene (engelsk: Plymouth Brethren) også kaldet Darbyister, er en særegen kristen trosretning, der blev grundlagt under ledelse af John Nelson Darby i 1830'erne
Formelt blev bevægelsen organiseret i 1831 af en gruppe personer, der var kommet sammen til møder nogen år i forvejen. De lagde vægt på Jesu genkomst og profetierne. Darby ønskede at have en så enkel organisation som mulig. Han rejste i mange lande, blandt andet til Schweiz, hvor han søgte at forkynde sin lære. I 1845 blev bevægelsen delt i to. Darby og hans tilhængere blev derefter kendt som Exclusive Brethren, mens den anden gren blev kendt som Open Brethren. Senere er bevægelsen blevet delt i endnu flere retninger.
Darby praktiserede barnedåb, men i dag praktiserer de fleste i menigheder indenfor Plymouthbrødrene voksendåb. Menighederne har en enkel organisation, hvor menighederne ledes af ældste. Gudstjenesterne er ganske enkle.
Menighedens medlemmer er hovedsagelig bosat i USA, Storbritannien, Australien, Færøerne (Open Brethren - Brøðrasamkoman) og visse afrikanske og latinamerikanske lande, og tæller på verdensplan omkring en million.

## Historie
I 1845 skete der en splittelse indenfor Plymouthbrødrene, der delte sig i flere retninger. Typisk deles Plymouthbrødrenes op i "Open Brethren" of "Exclusive Brethren". Skillet går først og fremmest på, at de åbne menigheder vælger at engagere sig mere i det omivende samfund, mens mange af de lukkede brødre foretrækker en ekskluderende livsstil med visse sektlignende træk.
I Schweiz spillede darbyisterne en rolle i landets indre stridigheder i 1830erne og 1840erne. I det vestlige Tyskland bredte de sig under ledelse af Carl Brockhaus i Elberfeld, men de måtte under nazitiden udstå svære forfølgelser; i dag er der omkring 50 000 Plymouthbrødre i Tyskland. De fleste Plymouthbrødre bor i Storbritannien og USA samt andre engelsktalende lande, mens der er ca. 5.000 på Færøerne.

## Exclusive brethren
De lukkede eller eksklusive plymouthbrødre kaldes også taylorister efter deres to ledere i 1800-tallet John Taylor sen. og hans søn John Taylor jun. De er ikke aktive i Danmmark, men den svenske menighed tæller omkring 300 medlemmer, hvoraf hovedparten bor i Smålandsstenar i Småland og driver Laboraskolan i det nærliggende Nyby.
De prioriterer familielivet højt. Hver søndag deltager alle menighedsmedlemmer i "Herrens Måltid", der indtager en central plads i brødrenes liv. Deres sociale aktiviteter udøves for det meste med andre medlemmer, som de træffer på deres bibelmøder. Tilhængerne forventes at være fuldstændig loyale mod deres ledere, der anses for at kunne tildele åndelig vederkvægelse og har moralsk kraft, og som undervisere således sørger for, at medlemmerne løftes ud af det, som man anser for verdens ondskab.
Frafaldne fryses ude, og det bliver svært for dem at få lov at omgås sin slægt og gamle venner. Alle kan deltage i brødrenes bibelmøder, og de prædiker budskabet om frelse gennem Jesus på offentlige steder.
Medlemmerne må respektere et antal forbud:
- Se tv eller lytte til radio
- Læse ved universitet
- Stille op til eller stemme ved politiske valg
- Tegne livforsikring
- Bære våben
- Deltage i fagforening, erhvervsforening eller nogen gruppe, som omfatter ikke-medlemmer af kirken
- Bo i samme hus som, eller spise sammen med, ikke-medlemmer

## Open Brethren
De åbne menigheder vælger at engagere sig i det omgivende samfund og har også en mere generøs indstilling til andre kristne. I mange åbne menigheder er alle troende og døbte velkomne til at modtage nadver, uanset kirkeligt tilhørsforhold. De åbne brødre praktiserer altid voksendåb ("troendedåb"), mens en del lukkede menigheder anvender barnedåb. Brøðrasamkoman på Færøerne, der omfatter omkring 1/10 af befolkningen, er Open Brethren og deltager fuldt ud i det almindelige samfundsliv.